# Uma Pido

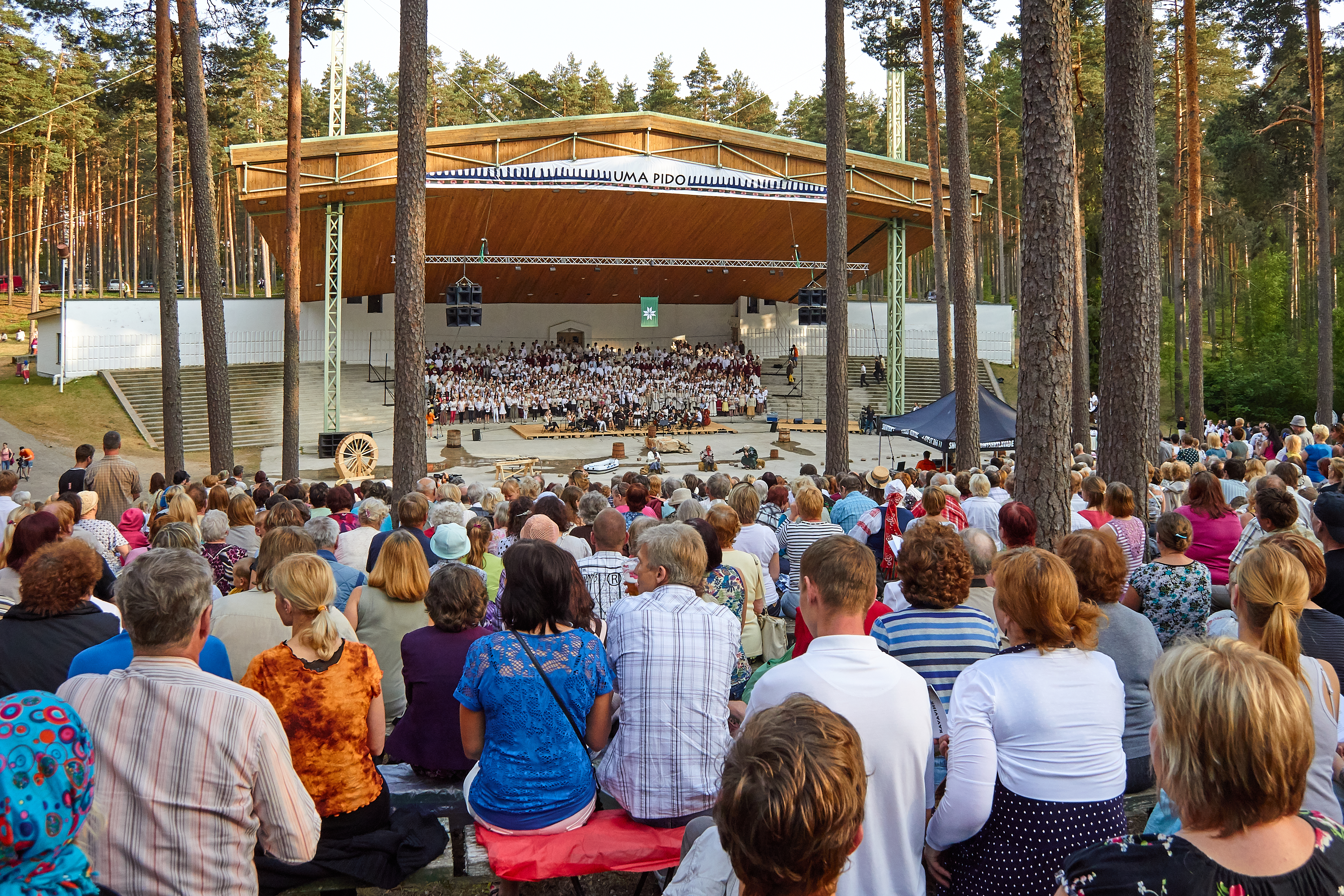
III Uma Pido op het zangpodium van Kubija in Võru in juni 2013

Uma Pido (Võro voor 'Ons Feest') is een Ests zang- en folkfestival in het Võro, dat voor het eerst plaatsvond op 31 mei 2008 in Võru. Het vindt om de drie jaar afwisselend in Põlva en Võru plaats: beide steden zijn namelijk de hoofdsteden van de twee Estse provincies Põlvamaa en Võrumaa waar de Võro's traditioneel wonen. 
Afgezien van het Estse volkslied worden alle liederen in het Võro gezongen. Het evenement kende al de volgende edities:
1. Uma Pido: 31 mei 2008 op het zangpodium van Kubija in Võru
2. Uma Pido: 29 mei 2010 op het zangpodium van Intsikurmu in Põlva
3. Uma Pido: op 1 juni 2013, op het zangpodium van Kubija in Võru
4. Uma Pido: 28 mei 2016 Intsikurmu zangpodium in Põlva
5. Uma Pido: Op 2 juni 2018, op het zangpodium van Kubija in Võru